# Terminalia kuhlmannii
Terminalia kuhlmannii är en tvåhjärtbladig växtart som beskrevs av Alwan och C.A. Stace. Terminalia kuhlmannii ingår i släktet Terminalia och familjen Combretaceae. Inga underarter finns listade i Catalogue of Life.

## Bildgalleri

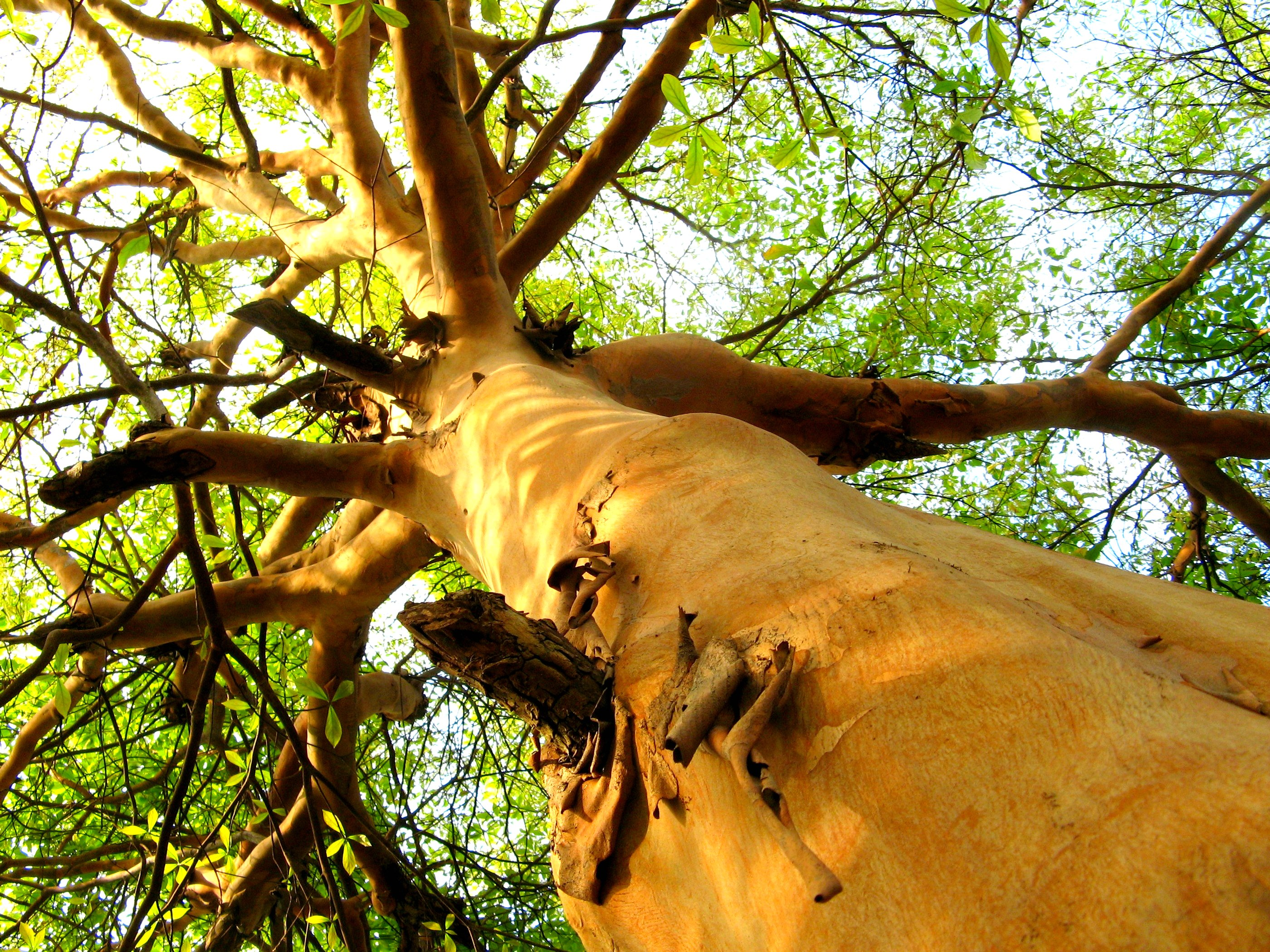
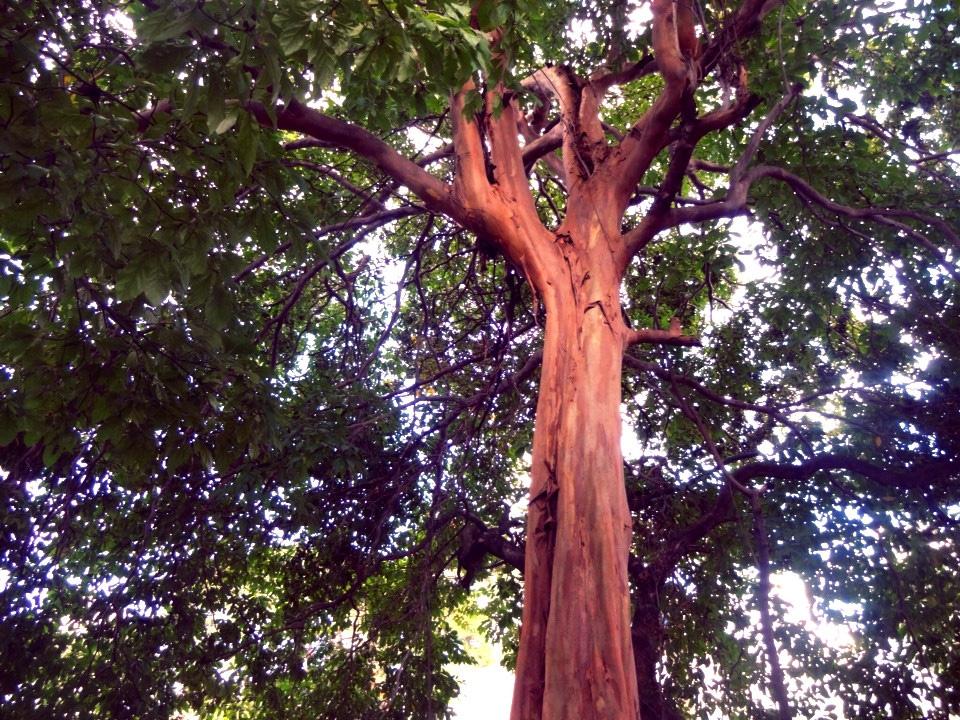
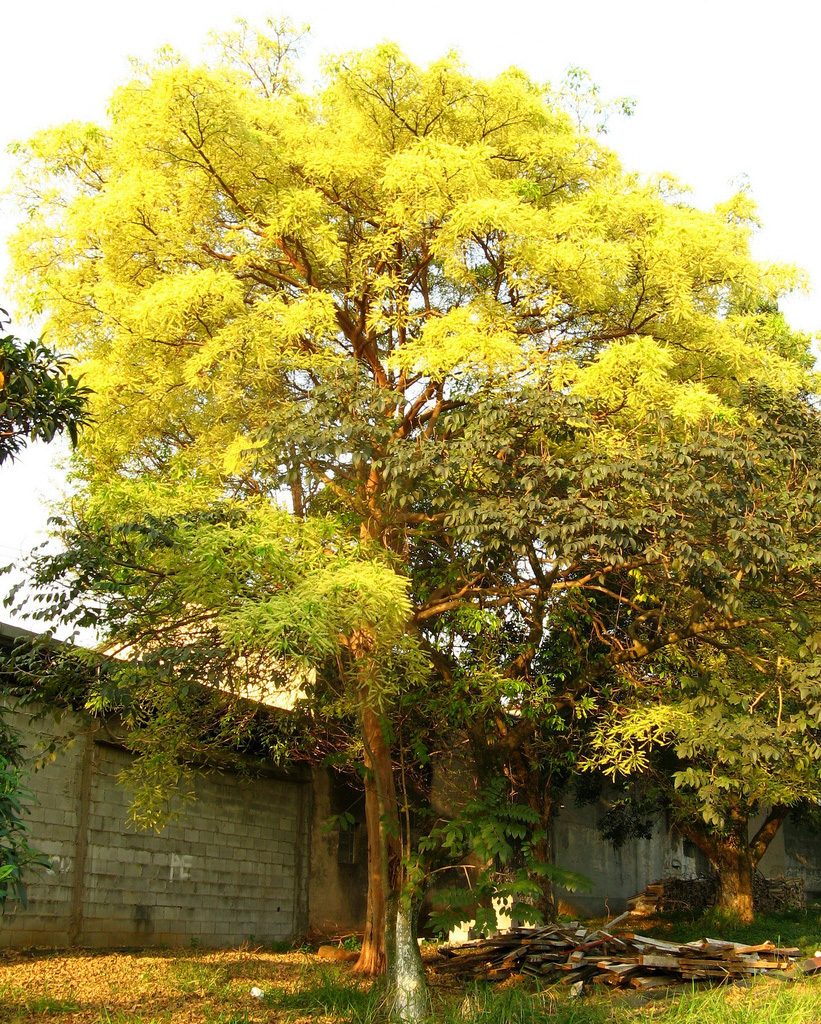
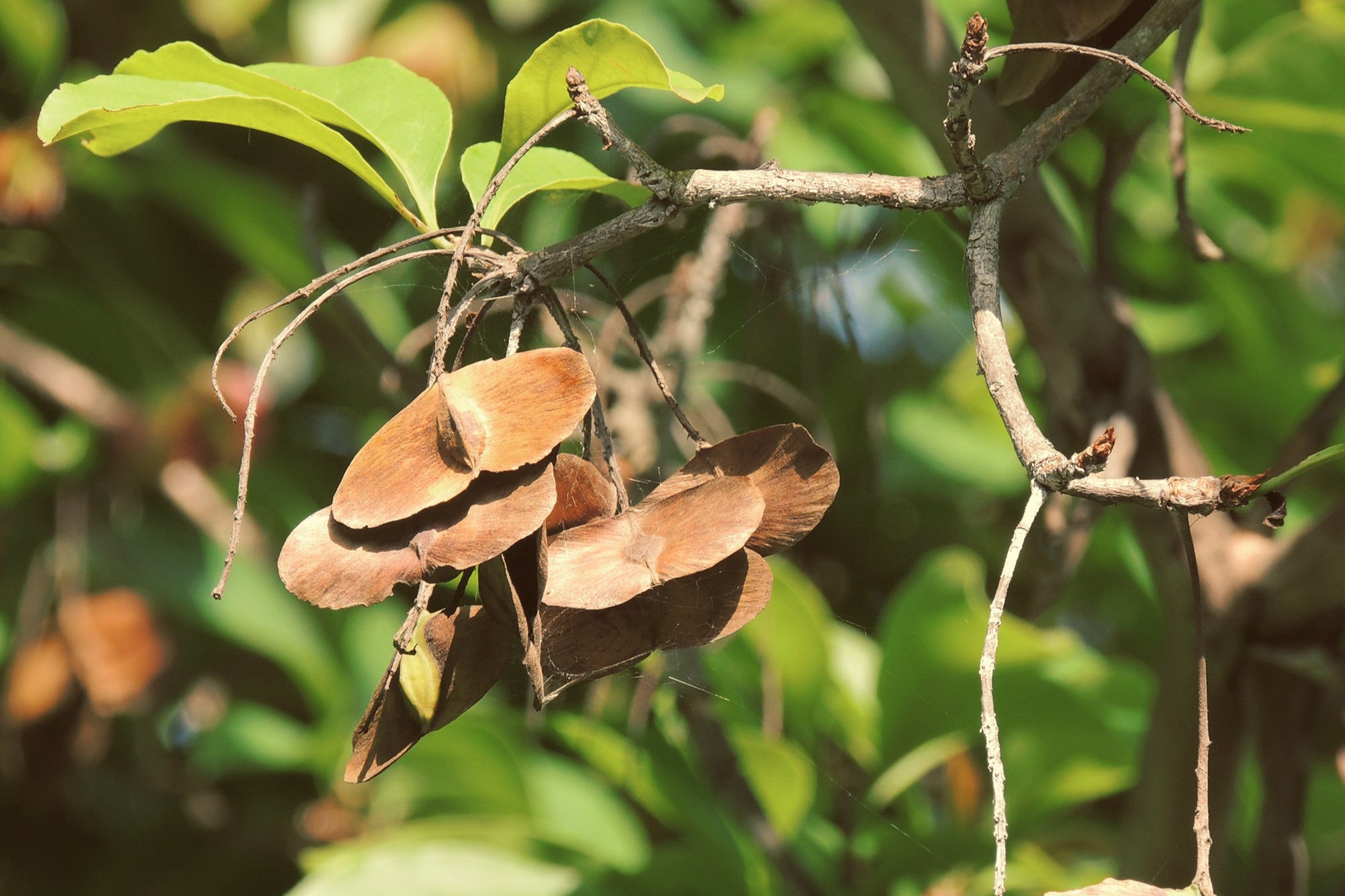
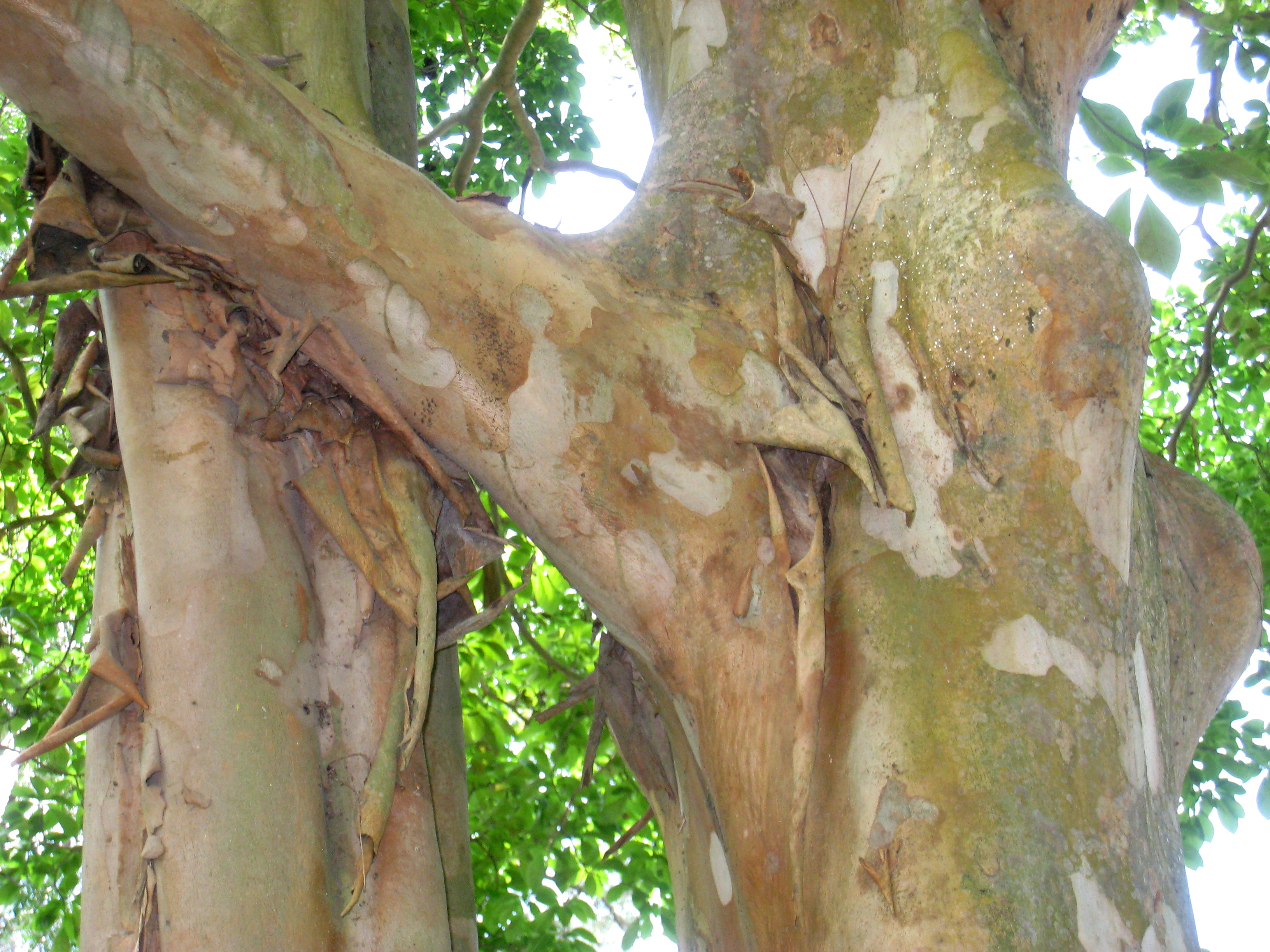
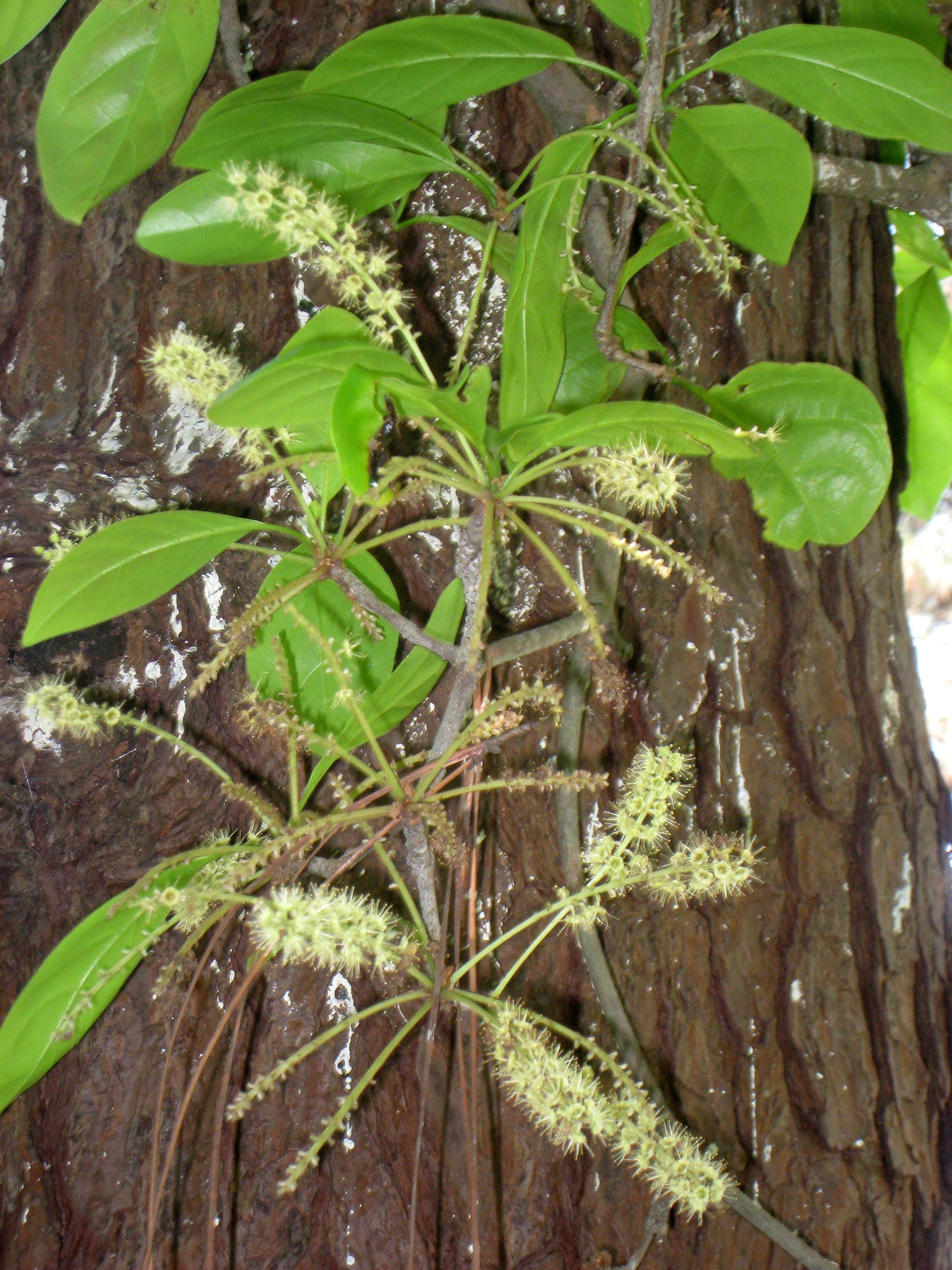